# Aleksandr Georgijev
Aleksandr Georgijevitj Georgijev, ryska: Александр Георгиевич Георгиев, bulgariska: Александър Георгиевич Георгиев, född 10 februari 1996, är en rysk-bulgarisk professionell ishockeymålvakt som spelar för Colorado Avalanche i National Hockey League (NHL). Han är den första Bulgarienfödde att spela i NHL.
Han har tidigare spelat på NHL-nivå för New York Rangers och på lägre nivåer för Hartford Wolf Pack i American Hockey League (AHL) och TPS Åbo i Liiga.
Georgijev blev aldrig NHL-draftad.

## Statistik

### Klubbkarriär
| 2014–15      | TPS                | Jr. A        | 25  | —  | —  | —  | —     | —   | — | 2.25 | .920 | 12 | — | — | —  | — | — | 2.60 | .909 |
| 2014–15      | TPS                | Liiga        | 14  | 2  | 8  | 2  | 759   | 28  | 2 | 2.21 | .917 | —  | — | — | —  | — | — | —    | —    |
| 2015–16      | TPS                | Jr. A        | 9   | —  | —  | —  | —     | —   | — | 2.85 | .905 | —  | — | — | —  | — | — | —    | —    |
| 2015–16      | TPS                | Liiga        | 10  | 3  | 4  | 0  | 395   | 15  | 1 | 2.28 | .915 | 2  | 0 | 1 | 79 | 5 | 0 | 3.78 | .857 |
| 2015–16      | SaPKo              | Mestis       | 13  | —  | —  | —  | —     | 30  | — | 2.49 | .907 | —  | — | — | —  | — | — | —    | —    |
| 2016–17      | TPS                | Liiga        | 27  | 13 | 8  | 4  | 1555  | 44  | 2 | 1.70 | .923 | 1  | 0 | 0 | 2  | 0 | 0 | 0.00 | —    |
| 2017–18      | Hartford Wolf Pack | AHL          | 37  | 14 | 13 | 7  | 2076  | 103 | 2 | 2.98 | .909 | —  | — | — | —  | — | — | —    | —    |
| 2017–18      | New York Rangers   | NHL          | 10  | 4  | 4  | 1  | 515   | 27  | 0 | 3.15 | .918 | —  | — | — | —  | — | — | —    | —    |
| 2018–19      | New York Rangers   | NHL          | 33  | 14 | 13 | 4  | 1875  | 91  | 2 | 2.91 | .914 | —  | — | — | —  | — | — | —    | —    |
| 2018–19      | Hartford Wolf Pack | AHL          | 11  | 2  | 9  | 0  | 624   | 38  | 0 | 3.66 | .883 | —  | — | — | —  | — | — | —    | —    |
| 2019–20      | New York Rangers   | NHL          | 34  | 17 | 14 | 2  | 1892  | 96  | 2 | 3.04 | .910 | —  | — | — | —  | — | — | —    | —    |
| 2020–21      | New York Rangers   | NHL          | 19  | 8  | 7  | 2  | 974   | 44  | 2 | 2.71 | .905 | —  | — | — | —  | — | — | —    | —    |
| 2021–22      | New York Rangers   | NHL          | 33  | 15 | 10 | 2  | 1746  | 85  | 2 | 2.92 | .898 | 2  | 0 | 1 | 59 | 2 | 0 | 2.03 | .935 |
| Liiga totalt | Liiga totalt       | Liiga totalt | 51  | 18 | 20 | 6  | 2,709 | 87  | 5 | 1.93 | .920 | 3  | 0 | 1 | 81 | 5 | 0 | 3.70 | .857 |
| NHL totalt   | NHL totalt         | NHL totalt   | 129 | 58 | 48 | 11 | 7,001 | 343 | 8 | 2.94 | .908 | 2  | 0 | 1 | 59 | 2 | 0 | 2.03 | .935 |